# Norra Vassåstjärnen
Norra Vassåstjärnen är en sjö i Tanums kommun i Bohuslän och ingår i Strömsåns huvudavrinningsområde. Sjön är 10 meter djup, har en yta på 0,027 kvadratkilometer och befinner sig 150 meter över havet.